# Battaglia di Honey Springs
La battaglia di Honey Springs è stato un episodio della guerra di secessione americana a seguito del quale l'esercito nordista prese il controllo del territorio indiano nell'Oklahoma.

## Contesto
Allo scoppio della guerra di secessione, per ragioni storiche ed economiche le Cinque Tribù Civilizzate del territorio indiano (Cherokee, Chickasaw, Choctaw, Creek, e Seminole) decisero di schierarsi con la Confederazione.
Nel 1863 i nordisti, partendo dal Kansas, lanciarono una vasta operazione militare sotto la guida del generale James G. Blunt per prendere il controllo dell'Oklahoma.
Convinti dalla propria superiorità numerica, i sudisti organizzarono una controffensiva guidata dal generale Douglas Hancock Cooper. Nella sua avanzata verso Fort Gibson (dove si trovava il grosso delle truppe nordiste), Cooper si accampò a Honey Springs, un importante centro d'approvvigionamento sudista, per far riposare i propri uomini prima dello scontro.

## La battaglia
Il 17 luglio Blunt, prevedendo le mosse del nemico, attaccò a sorpresa Cooper a Honey Springs causando scompiglio nei reggimenti sudisti composti da nativi americani. Nel pomeriggio ebbe luogo lo scontro più duro durante il quale i sudisti, poco e male armati ed equipaggiati, furono costretti a ritirarsi.

## Conseguenze
La vittoria a Honey Springs spianò la strada a Blunt verso Fort Smith.
Nonostante gli sforzi, i confederati non riusciranno a riprendere il controllo del territorio indiano. Inoltre, la perdita del centro logistico di Honey Springs fu disastroso per l'approvvigionamento dei sudisti.